# راز لباس سرخ
راز لباس سرخ (ایتالیایی: Il segreto del vestito rosso) که با نام قتل در رم (انگلیسی: Assassination in Rome) هم شناخته می‌شود، فیلمی جالو به کارگردانی سیلویا آمادیو است که در سال ۱۹۶۵ منتشر شد.

## گزیدهٔ بازیگران
- هیو اوبراین[۱][۲]
- سید شریس
- الئونورا روسی دراگو
- آلبرتو کلوساس
- ممو کاروتنوتو
- ژولیت مانیل
- مانوئل الکساندره
- آنتونیو کاساس
- فرانکو جاکوبینی
- فیلیپ لومر
- ماریو فلیچانی
- کارلوس کاساراویا
- آلبرتو دالبِس